# Tom Sneva

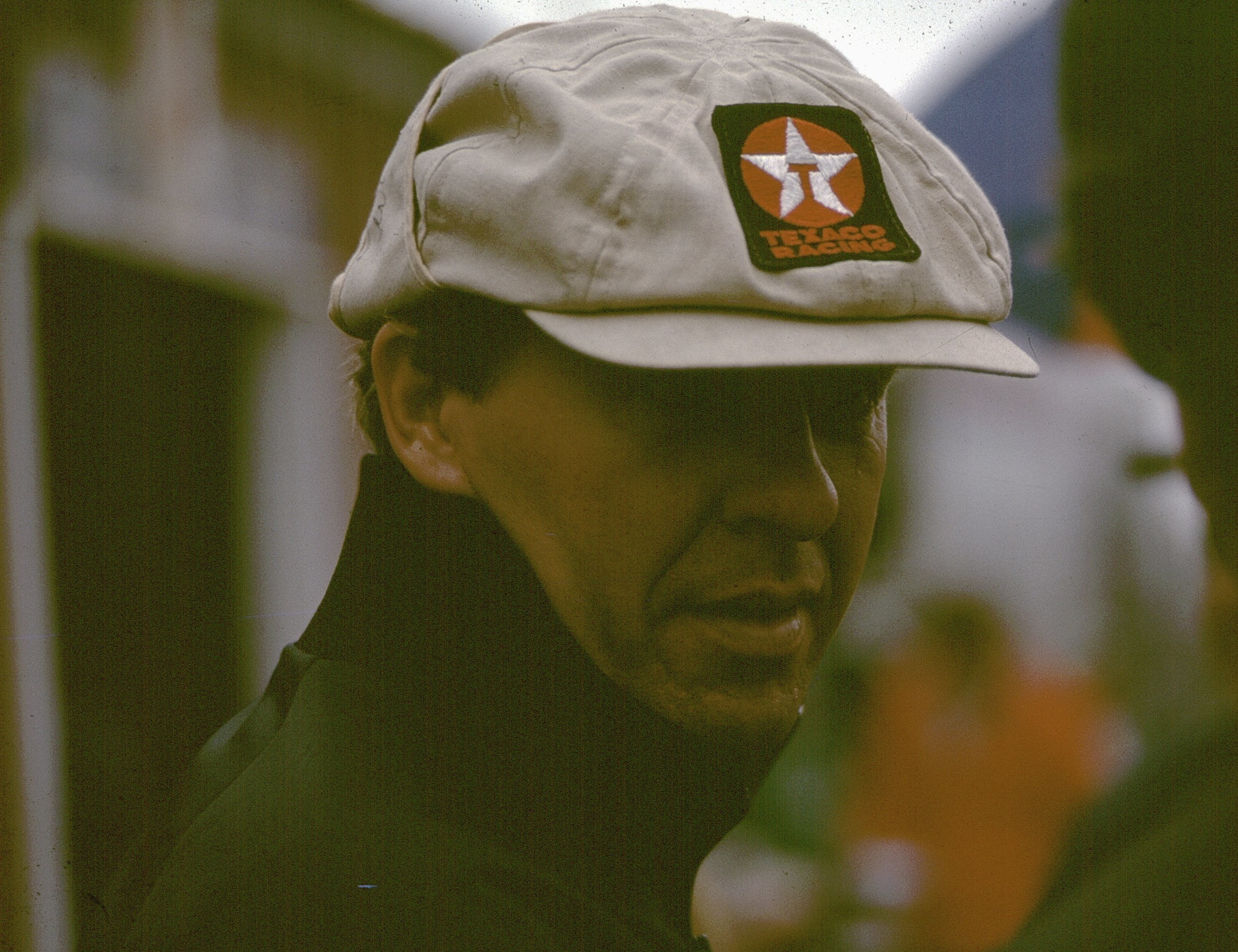
Tom Sneva

Thomas Edsol Sneva (* 1. Juni 1948 in Spokane, Washington) ist ein ehemaliger US-amerikanischer Automobilrennfahrer.

## Karriere
Seinen größten Sieg feierte Tom Sneva 1983 beim Indianapolis 500. Besonders in der Qualifikation auf dem Indianapolis Motor Speedway zeigte Sneva immer wieder seine Schnelligkeit. Er stand insgesamt drei Mal auf der Pole-Position in den Jahren  1977,  1978 und  1984. Bei den USAC Championship Car und der PPG Indy Car World Series gewann er 1977 und 1978 die Gesamtwertung. Insgesamt siegte Sneva bei 15 Rennen in den beiden amerikanischen Formel-Serien, war 50 Mal auf dem Siegerpodest und stand 14 Mal auf der Pole-Position.

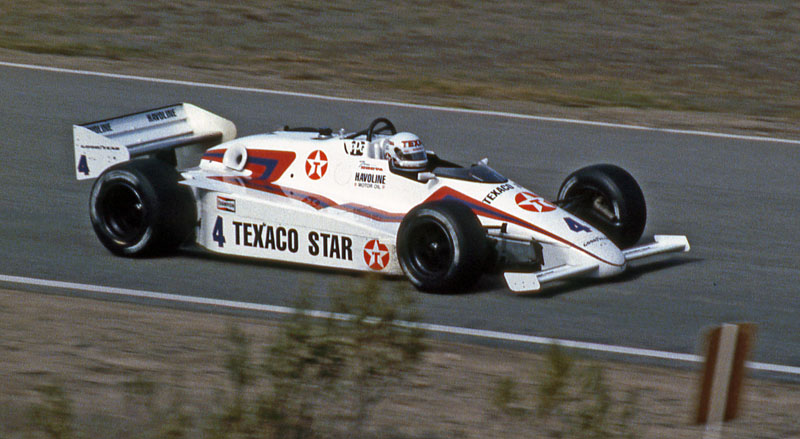
Tom Sneva 1984 in Monterey

## Persönliches
Sneva war der älteste von sechs Geschwistern (vier Brüder, eine Schwester). Sein Vater und seine Brüder fuhren nationale Autorennen. Einer seiner Brüder (Edsol F. "Babe" Sneva) verunfallte tödlich bei einem dieser Rennen.
Sneva schloss ein Studium als Mathematiker und Pädagoge ab und war in früheren Jahren seines Lebens Lehrer.